# Synovialitis-Score
Der Synovialitis-Score nach Veit Krenn und Kollegen ist ein halbquantitativer histopathologischer Bewertungsmechanismus zur Diagnostik rheumatischer und nicht-rheumatischer Gelenkerkrankungen. Hierbei wird die Ausprägung der Entzündung der inneren Gelenkhaut (fachsprachlich Synovitis oder Synovialitis, Entzündung der Membrana synovialis) vom Pathologen unter dem Mikroskop untersucht.

## Indikation
Bei vielen Erkrankungen der Gelenke werden im Rahmen der Diagnostik oder zur Therapie von Orthopäden oder Rheumatologen die inneren Gelenkhäute entfernt oder biopsiert. Zur Diagnosesicherung übersendet der Arzt das entnommene und in Formalin fixierte Gewebe zur histopathologischen Begutachtung dem Pathologen.

## Anwendung
Für die Durchführung des Synovialitis-Scores verwendet der Pathologe Standardgewebeschnitte, welche mit HE gefärbt wurden, und ein Lichtmikroskop.
Der Pathologe untersucht die drei histologischen Kompartimente der Synovialitis,
- die synoviale Deckzellschicht, welche an den Gelenkspalt grenzt
- das synoviale Stroma mit den dort befindlichen Bindegewebszellen und Kapillaren
- die Einwanderung von Leukozyten (Entzündungszellen, weiße Blutkörperchen)

und vergibt semiquantitativ Punkte für die Ausprägung jedes der drei Kompartimente
- 0 = normal
- 1 = leichtgradig verändert
- 2 = mittelgradig verändert
- 3 = schwergradig verändert

Abschließend werden die drei Werte addiert. Somit ergeben sich Werte für den Synovialitis-Score von 0 bis 9.

## Auswertung
Die Höhe des Synovialitis-Scores gibt dem Pathologen Aufschluss über die Schwere der Entzündung der inneren Gelenkhaut und erlaubt mit den klinischen Informationen des einsendenden Arztes über den Patienten einen Rückschluss auf die zugrundeliegende Erkrankung.
Wichtig ist die Unterscheidung zwischen low-grade Synovialitis (0–4 Punkte) und high-grade Synovialitis (5–9 Punkte), die eine Aussage über die Ursache der Entzündung ermöglicht.
Stellt der Pathologe eine high-grade-Synovialitis fest, liegt mit hoher Wahrscheinlichkeit eine primär-entzündliche Gelenkerkrankung aus dem rheumatischen Formenkreis vor (Sensitivität: 73 %, Spezifität: 86 %). Hierunter fallen beispielsweise
- die rheumatoide Arthritis (chronische Polyarthritis)
- die Arthritis bei Schuppenflechte (Psoriasisarthritis)
- die Arthritis bei Borreliose
- der Morbus Bechterew
- die reaktive Arthritis.[4][5]

Liegt eine low-grade Synovialitis vor, spricht dies für eine Reaktion der inneren Gelenkhaut auf eine degenerative Gelenkerkrankung im Rahmen einer Arthrose, einer Meniskopathie oder nach einem Trauma.

## Relevanz
Das Ergebnis des Synovialitis-Scores wird dem einsendenden Arzt durch den Pathologen innerhalb von wenigen Tagen mit der übrigen histologischen Begutachtung übersandt. Bei Vorliegen von klinischen Informationen über den Patienten ist der Pathologe in der Lage, die Verdachtsdiagnose mittels des Synovialitis-Scores zu bewerten und zu kommentieren. Hieran orientiert sich zum Beispiel die weitere Therapie des Patienten, was eine gezielte und effektive Behandlung der Grunderkrankung ermöglicht.

## Validierung
Der Synovialitis-Score wurde in verschiedenen Untersuchungen auf seine Genauigkeit und Aussagekraft hin untersucht und hat sich als zuverlässiges, preiswertes und schnelles Diagnostikum erwiesen.
In einer großen Untersuchung beurteilten zwei unabhängige Pathologen, ohne die klinische Diagnose der Patienten zu kennen, 483 Gewebeproben. Hierbei korrelierten die Ergebnisse der beiden Untersucher signifikant (p<0,001). Bei mehrfacher Untersuchung der gleichen Gewebeproben erzielten die Untersucher in ca. 90 % das gleiche Ergebnis. Hierbei wurden bei chronisch-entzündlichen Erkrankungen signifikant höhere Synovialitis-Scores ermittelt als bei degenerativen Gelenkerkrankungen.
In einer anderen Untersuchung wurde eine Korrelation des Synovialitis-Scores bei rheumatoider Arthritis mit dem Marker Ki67, CD68-positiven Makrophagen, sowie mit MMP-9 nachgewiesen.
Eine computergestützte Validierung des Synovialitis-Scores ergab, dass zwischen einem untersuchenden Pathologen und einem computergestützten Bildauswertungsprogramm die Abweichung des ermittelten Scores in mehr als der Hälfte der Fälle nicht mehr als einen Scorepunkt nach oben oder unten betrug.
Es wurde in weiterer Folge ein immunhistochemischer Synovialitis-Score (IMSYC) entwickelt, welcher auf wenigen Immunomarkern basiert und insbesondere bei Fragen der medikamentös-induzierten synovialen Inflammations-Regression in der histopathologischen Diagnostik eingesetzt werden kann. Durch ein europäisches Wissenschafts-Konsortium (EULAR Synovitis Study Group and OMERACT Synovial Tissue Special Interest Group) wurden dadurch beide Scores als ein wesentlicher Standard für die Synovialitis-Diagnostik bewertet.